# LGA 4677
LGA 4677 (Socket E) est un socket LGA flip-chip à force d'insertion nulle conçu par Intel, utilisé sur les processeurs pour serveurs et stations de travail Sapphire Rapids, sorti en janvier 2023,,.

## Caractéristiques
- Support de PCI Express 5.0[4] et de Direct Media Interface 4.0
- Supporte 8 canaux de RAM DDR5 avec ECC
- Intel Smart Sound Technology qui fournit un traitement audio dédié de la voix pour prendre en charge les fonctions de réveil vocal, n’est actuellement disponible que sur le chipset W790[5]